# دليل المعرفة العلمية للأشياء المألوفة
دليل المعرفة العلمية للأشياء المألوفة، والمعروف أيضًا باسم دليل العلوم أو دليل بروير للعلوم، هو كتاب من تأليف ابنزير كوبهام بروير يقوم بتقديم تفسيرات للظواهر الشائعة. نُشر الكتاب لأول مرة في المملكة المتحدة حوالي عام 1840، وتم وضعه بأسلوب التعليم المسيحي وحقق شعبية كبيرة. تم طباعة 47 طبعة بحلول عام 1905 باللغة الإنجليزية وحدها  وتمت ترجمته إلى لغات أخرى مختلفة. تم إنتاج نسخة منقحة خاصة للسوق الأمريكية تم اعطائها ترقيم ونشرت في عام 2005 كجزء من Making of America IV: الصوت الأمريكي، 1850-1877.
برغم تقديمه على انه نص علمي دقيق،  إلا ان الكتاب يروج للأفكار الدينية، بما في ذلك التصميم الإلهي.
يرجع الفضل إلى شعبية دليل العلو في تمكين بروير من تجميع المادة لقاموس العبارات والقصص الخيالية و الذي مازال يعد كمرجع من المراجع الكلاسيكية.

## المحتوى

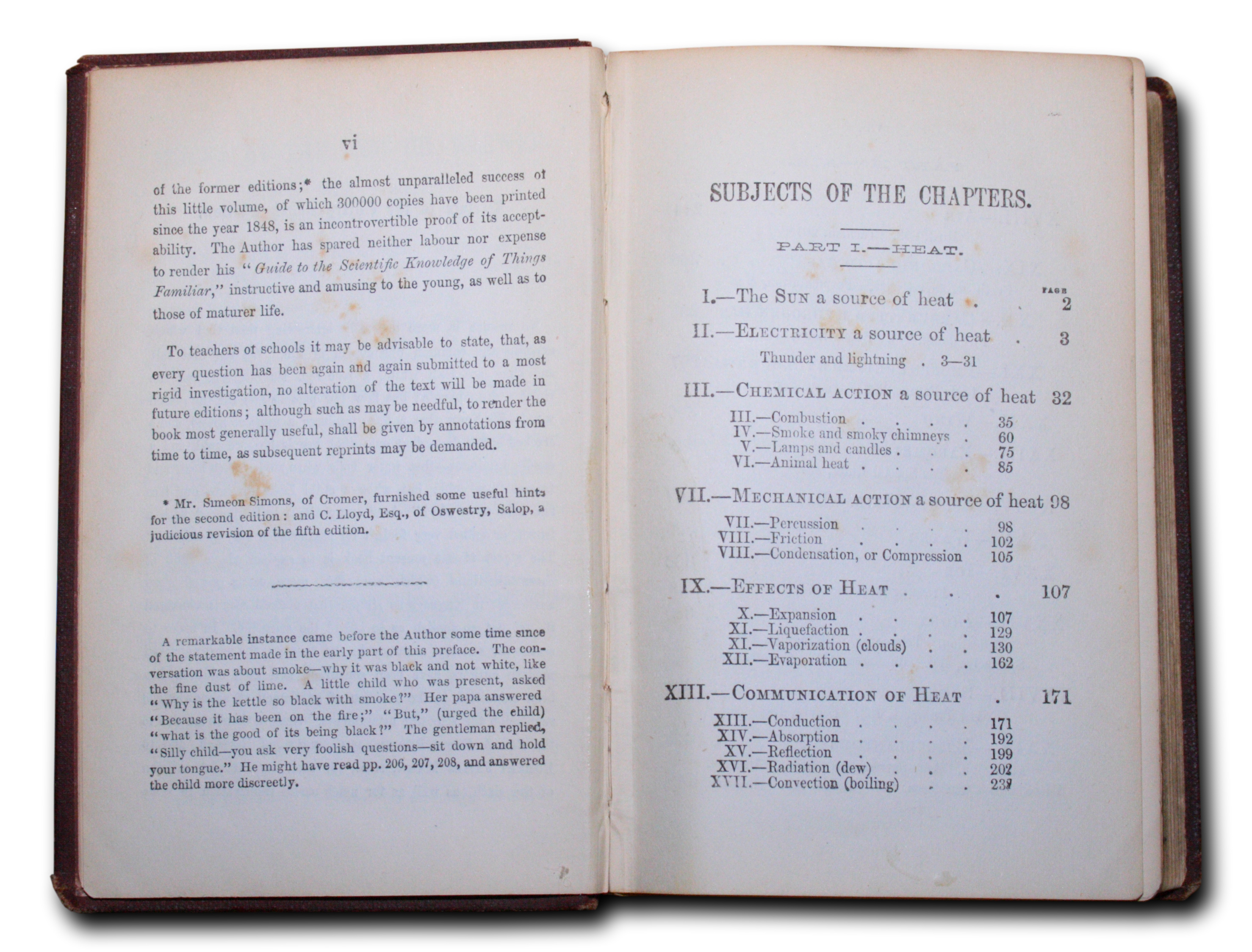
الصفحتان 6 و 7 من الطبعة 38 بما في ذلك الصفحة الأولى من المحتويات

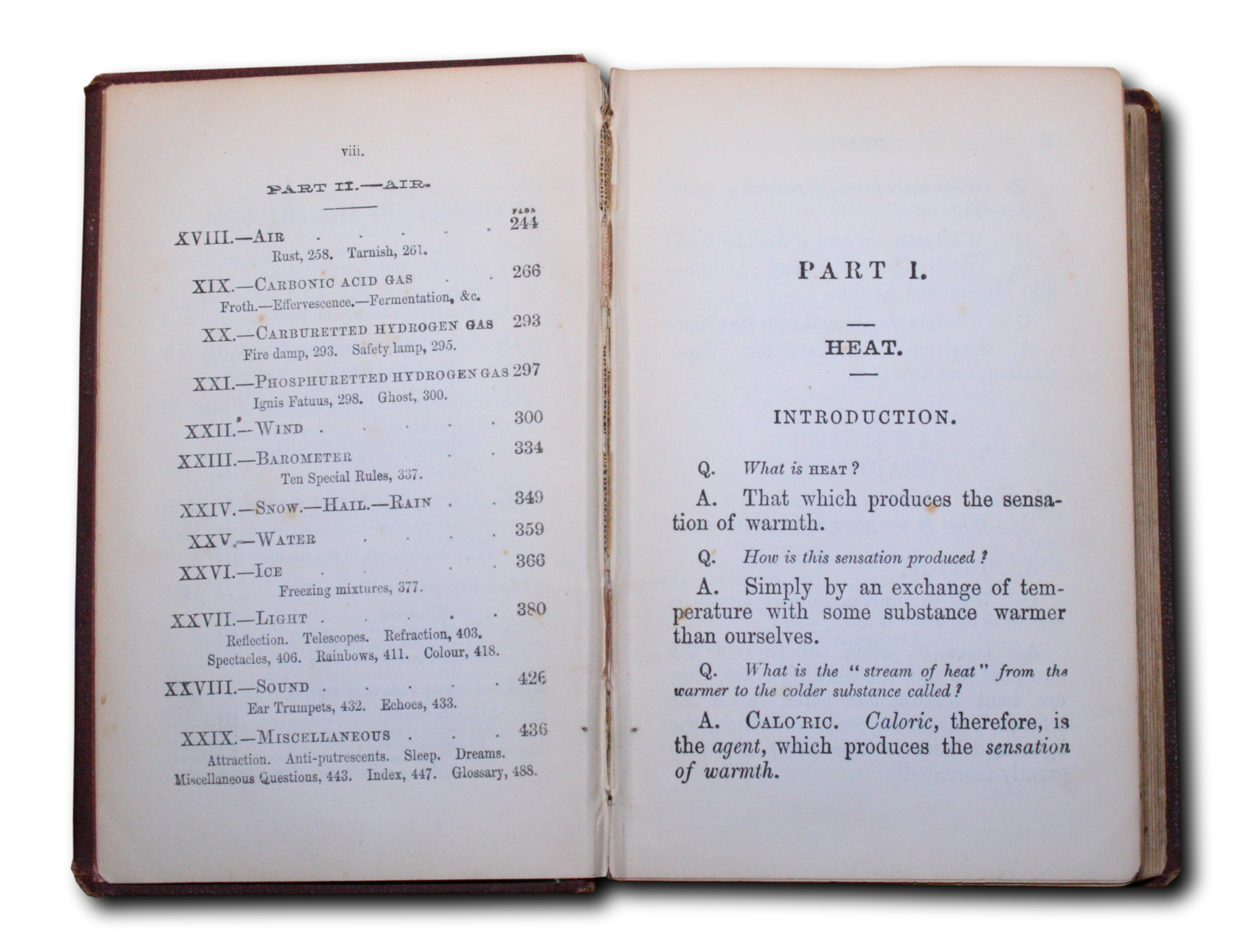
الصفحة viii و 1 من الطبعة 38 بما في ذلك الصفحة الثانية من المحتويات

كان الهدف من دليل العلوم تقديم إجابات لأكثر من 2000 سؤال حول الظواهر الشائعة.  هناك أسئلة تتعلق بالأشياء التي من صنع الإنسان مثل الشموع والمواقد والمداخن وأيضا إجابات تسعى لشرح الظواهر الطبيعية مثل الرعد والبرق (بما في ذلك ذكر البرق الكروي ) والسحب والندى وأقواس قزح. كان هدف بروير هو جعل كتابه مفهوما للأطفال، حيث أن الأطفال هم غالبًا من يسألون الأسئلة التي كان يحاول الإجابة عنها، ولكن مع تجنب أن تكون إجابات حمقاء لدرجة الإساءة للعلم.
ينقسم الكتاب إلى جزأين أو ثلاثة، حسب النسخة، كل جزء يتألف من عدة فصول. ويتناول الجزء الأول الأسئلة المتعلقة بالحرارة مثل مصادر الحرارة ومدى تاثيرها على الإنسان والحيوان، بينما يتناول الجزء الثاني الأسئلة المتعلقة بالهواء، حيث يوضح لماذا يصدأ المعدن في الهواء وتشغيل البارومترات وطريقة انتقال الصوت. يتعامل قسم الأسالة المتنوعة مع الكثير من الأسئلة الغامضة، بما في ذلك أسئلة حول النوم الأحلام. في كل جزء، تقوم الفصول المختلفة بتقسيم الأسئلة والإجابات إلى مجالات موضوعية منظمة حسب الموضوع.

## التاريخ
يعود أصل دليل العلوم إلى عادة كان يقوم بها بروير لصنع الملاحظات وحفظها من قراءته.  وضع ملاحظاته في أسلوب سؤال وجواب أو الأسلوب المتبع في التعليم المسيحي  ، تاركًا مساحة للإجابات إذا تسنى له الحصول عليها. نقل بروير كتابه في مجلد، وتجاهل نصيحة واحد من رجال العلم لحرقه، سعى إلى نشره. تم رفض عرضه الأول الذي قدمه إلى توماس جارولد ليشترى حقوق الطبع والنشر مقابل 50 جنيهًا.  بدلاً من ذلك، وافق جارولد على نشر الكتاب بموجب نظام تقاسم الأرباح. اثبت النجاح النهائي للكتاب أن هذا النظام مربح للغاية لكل من بروير وجارولد حيث رفض جارولد في وقت لاحق بيع حصته إلى بروير حتى عندما عرض عليه 4000 جنيه. 
| تاريخ النشر | تاريخ النشر | تاريخ النشر |
| الإصدار     | تاريخ       | حجم الطباعة |
| ----------- | ----------- | ----------- |
| 1           | 1840-1847؟  | 2000        |
| 2           | 1848        | 3000        |
| 3           | يناير 1849  | 5000        |
| 4           | يوليو 1849  | 7000        |
| 5           | 1850        | 8000        |
| 11          | 1857؟       | 8000        |
| 12          | 1858        | 8000        |
| 13          | 1859        | 4000        |
| 16          | 1862        | 4000        |
| 22          | 1866        | 4000        |
| 32          | 1874        | 4000        |
| 38          | 1880        |             |
| 44          | 1892        |             |
| 47          | 1905        |             |

ليس هناك تاريخ دقيق لأول نشر للكتاب.  اعتقد بروير أن ذلك كان في عام 1840  ولكن هناك مصادر أخرى تشير إلى أنه نشر في عام 1841 أو حتى عام 1847.  نُشرت طبعة ثانية من الكتاب عام 1848  واثنتين أخريين عام 1849. تم نشر ما وصل مجموعه إلى 47 طبعة مع ظهور الطبعة 47 في عام 1905. كانت النسخ المطبوعة من بين أعلى الكتب العلمية التي تم نشرها في النصف الثاني من القرن التاسع عشر، وقال بروير إن نجاح الكتاب لم يكن له مثيل تقريبًا في ذلك الحين.  تمت عدة ترجمات للكتاب بما في ذلك ترجمة للأسبانية عام 1858  وترجمتين للفرنسية. وقد ترجمت الترجمات الفرنسية نفسها إلى اللغة السويدية عام 1858 و 1890  ثم إلى اللغة البرتغالية عام 1900.
نُشرت نسخة محررة من الكتاب لروبرت إيفانز بيترسون في الولايات المتحدة عام 1851 باسم العلوم المألوفة. أو، التفسير العلمي للأشياء المألوفة،  مع إصدار منقح يليه عام 1863. تم تعديل هذه الإصدارات وإعادة ترتيبها حتى تصبح مناسبة أكثر للتلاميذ الأمريكيين  وتم استخدامها ككتاب نصي في مدارس بنسلفانيا وبروكلين.  كتب بروير إلى بيترسون معبراً عن رضاه عن إعادة الترتيب  ولكنه مع ذلك جهز لنسخة منقحة خاصة به نُشرت في الولايات المتحدة عام 1864. تم ترقيم هذه الطبعة ونشرتها مكتبة جامعة ميشيغان في عام 2005 بعد منحة من مؤسسة أندرو دبليو ميلون كجزء من صنع أمريكا الرابع: الصوت الأمريكي، 1850-1877 .  

## وجهات نظر دينية
وقال بروير إنه تشاور مع "المؤلفين المعاصرين المعتمدين" وقدم إضافات إلى "مراجعات السادة ذوي السمعة المعروفة في تحقيق الإنجازات العلمية".   ومع ذلك، فإن الإجابات الدينية سائدة في الكتاب أكثر من الغجابات العلمية على اسألة معينة، خاصة الإجابات التي تستنتج التصميم الإلهي. على سبيل المثال، على الرغم من أن النظريات الحديثة لتكوين الجليد تُظهر أن معظم خصائصه المميزة ناتجة عن الروابط الهيدروجينية بين جزيئات الماء المجاورة،  قال بروير أن السبب في أن الجليد أخف من الماء، ويتخذ حجم أكبر أثناء التجمد هو حكمة الله في ان يكون الماء استثناء لقاعدة عامة جدا". 
رُسم برور كشمّاس ولاحقًا ككاهن   وكانت لديه رغبة في وضع إطار ديني للعلوم.  قدم هو وكثير من الكتاب العلمانيين المسيحيين في ذلك الوقت موضوعات دينية واستطاعوا ربطها بالعلم الحديث في عقول الجمهور حتى بعد نشر كتاب عن أصل الأنواع في عام 1859.  كان جزء من أسلوب برور في الترويج لأفكاره هو تجنب مناقشة وجهات النظر الدينيية حتى يصل إلى حوالى الثلث الأول من الكتاب وذلك حتى يبدو إدخال هذه الأفكار أكثر طبيعية.

## تلقي الكتاب والموروثات
نشرت مجلة بانش مراجعة للطبعة الثانية من دليل العلوم في عام 1850.  واعتبر الكتاب «عملاً صغيراً ذو فائدة كبيرة». ومع ذلك فقد وجه كاتب المراجعة صفعة للكتاب في أسلوب ساخر بأن اختلف مع أحد الإجابات التي تقول أننا «نشعر بالرغبة في النشاط في الطقس البارد» بسبب «تأجيج الاحتراق في الدم» وأصر على القول باننا نشعر بالرغبة «في الجلوس بشكل مريح أمام نار في الطقس البارد».
أقنع نجاح دليل العلوم بروير أن قراءه ما زالوا يتقبلون التفسيرات الدينية بدلاً من النظرية التطورية.  وذلك بعد نشر كتاب عن أصل الأنواع في عام 1859، كتب بروير كتاب اللاهوت في العلوم. أو شهادة العلم بحكمة وصلاح الله (نُشرت عام 1860) لإثبات أن التطور لم يقضي على التقاليد اللاهوتية ولمواصلة نشر دليل تعزيز العلم للاهوتي الطبيعي. أدت شعبية الكتاب أيضًا إلى أن بروير تلقى «عددًا كبيرًا من الأسئلة حول جميع الأمور الغيبية».   أضحت هذه الأسئلة وإجاباتها أساس قاموس بريور للعبارات والقصص ، والذي نُشر لأول مرة عام 1870. وقد احتفظ هذا الكتاببشعبيته لمدة فاقت كل أعمال بروير المنشورة الأخرى  ويظل حتى الآن مرجعاً كلاسيكياً.

## الملاحظات
1. ↑  The Miscellaneous section is included as a third part in the 1864 US edition, but is presented as a further chapter of the second part in the 1880 edition.

## الفهرس
- Andrews، William (2008)، Literary Byways، BiblioBazaar, LLC، ISBN:978-0-554-52804-5، اطلع عليه بتاريخ 2009-06-22
- Brewer، Ebenezer Cobham (1864)، A Guide to the Scientific Knowledge of Things Familiar (ط. US)، ISBN:1-4255-5648-5، اطلع عليه بتاريخ 2007-04-01
- Brewer، Ebenezer Cobham (1880)، A Guide to the Scientific Knowledge of Things Familiar (ط. 38th)
- Evans، Ivor J. (1981)، قاموس بروير للعبارات والقصص (ط. New and revised)، ISBN:0-304-31589-3
- Ferguson، Chris D. (1999)، From Past-Present to Future-Perfect: A Tribute to Charles A. Bunge and the Challenges of Contemporary Reference Service، Routledge، ص. 80، ISBN:0-7890-0767-3، اطلع عليه بتاريخ 2009-07-01
- Lightman، Bernard V. (2007)، Victorian popularizers of science، University of Chicago Press، ISBN:978-0-226-48118-0، اطلع عليه بتاريخ 2009-06-22
- Peterson، Robert Evans (1851)، Familiar Science; or, the Scientific Explanation of Common Things، Robert E. Peterson & co.، اطلع عليه بتاريخ 2009-07-01
- Peterson، Robert Evans (1863)، Familiar Science; or, the Scientific Explanation of Common Things (ط. revised)، اطلع عليه بتاريخ 2009-07-01

## روابط خارجية
- الصوت وظواهره بقلم إبنيزر كوبهام بروير ، مكتوبًا بعد نجاح الدليل
- أمسيات في المنزل، أو، ميزانية الأحداث التي افتتحها جون أيكن ، الصفحات   453–454 (واحدة من العديد من النسخ المتاحة لإعلان مصحوب بتعليقات مصاحبة)
- كتاب مفيد لقانون حقوق الطبع والنشر بقلم فريدريك باتي تشابل ، صفحة جون شورد   34-35
- مصادر تعبر عن عدم التشبع بحقائق مدمرة
- تقرير المفوضين بواسطة لجنة استفسار المدارس ، بريطانيا العظمى ، صفحة 812
- المربية بقلم تريف لين بروتون، روث سيمز ، صفحة 52
- النشرة التبشيرية بقلم مجلس المفوضين الأمريكيين للبعثات الأجنبية ، صفحة 327
- Last Laughs بقلم ريجينا باريكا ، الصفحة 142، نقلاً عن عائلة لندن 1870-1900: ثلاثية بقلم ماري فيفيان هيوز